# Anémone couronnée
Anemone coronaria
Espèce
Classification phylogénétique
L'anémone couronnée ou anémone coronaire (Anemone coronaria) est une espèce de plantes herbacées vivace de la famille des Renonculacées répandues sur les pelouses, champs, oliveraies, vignes ou cultures à l’abandon des zones basophiles méditerranéennes.
L'anémone couronnée est souvent cultivée. On distingue deux types de cultivars : les anémones de Caen (Anemone coronaria Groupe De Caen) à fleurs simples et les anémones St. Brigid (Anemone coronaria Groupe St. Brigid) à fleurs doubles.
L'anémone couronnée est également appelée anémone coronaire, anémone des fleuristes ou anémone cultivée.
Dès le IVe siècle avant notre ère, Théophraste (-372, -288) signalait la floraison précoce de « l'anémone dite « des prairies » [A. coronaria L. et A. pavonina Lam.] avec le glaïeul, une jacinthe et presque toutes les autres fleurs de montagnes dont il est fait usage » (Recherche sur les plantes, livre VI).

## Description

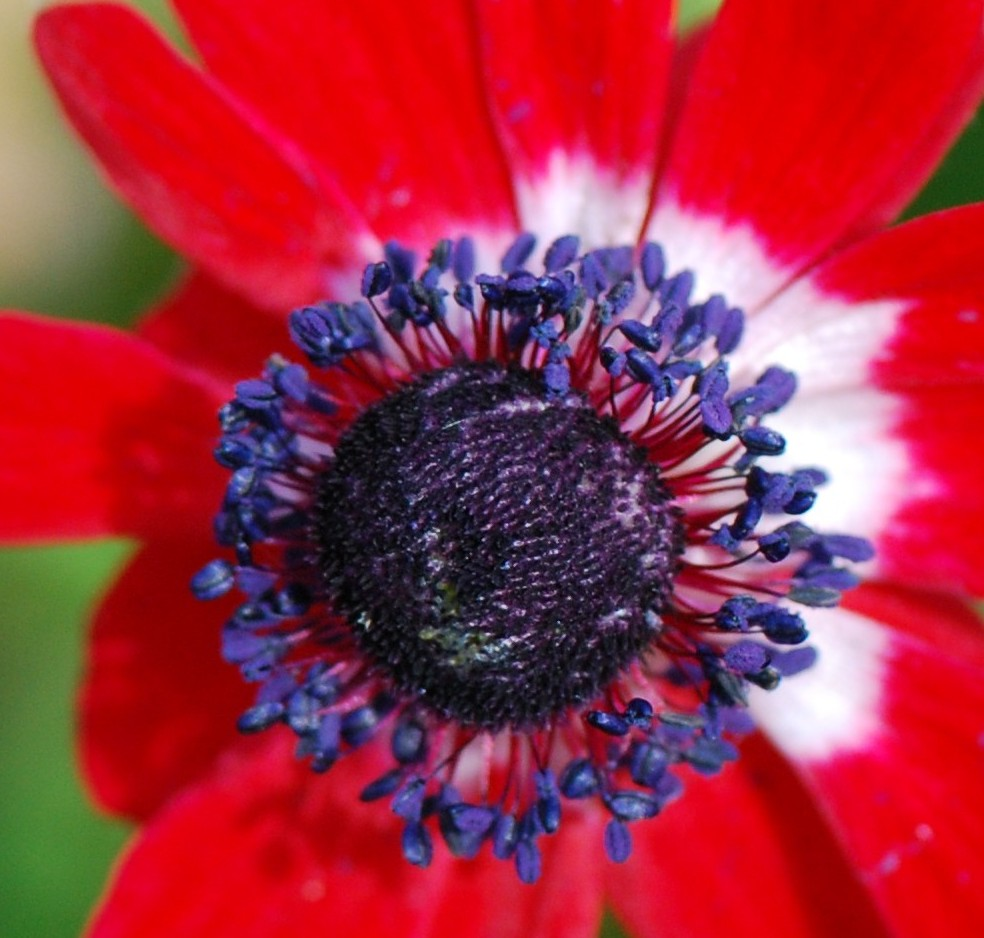
Étamines d’A. coronaria.

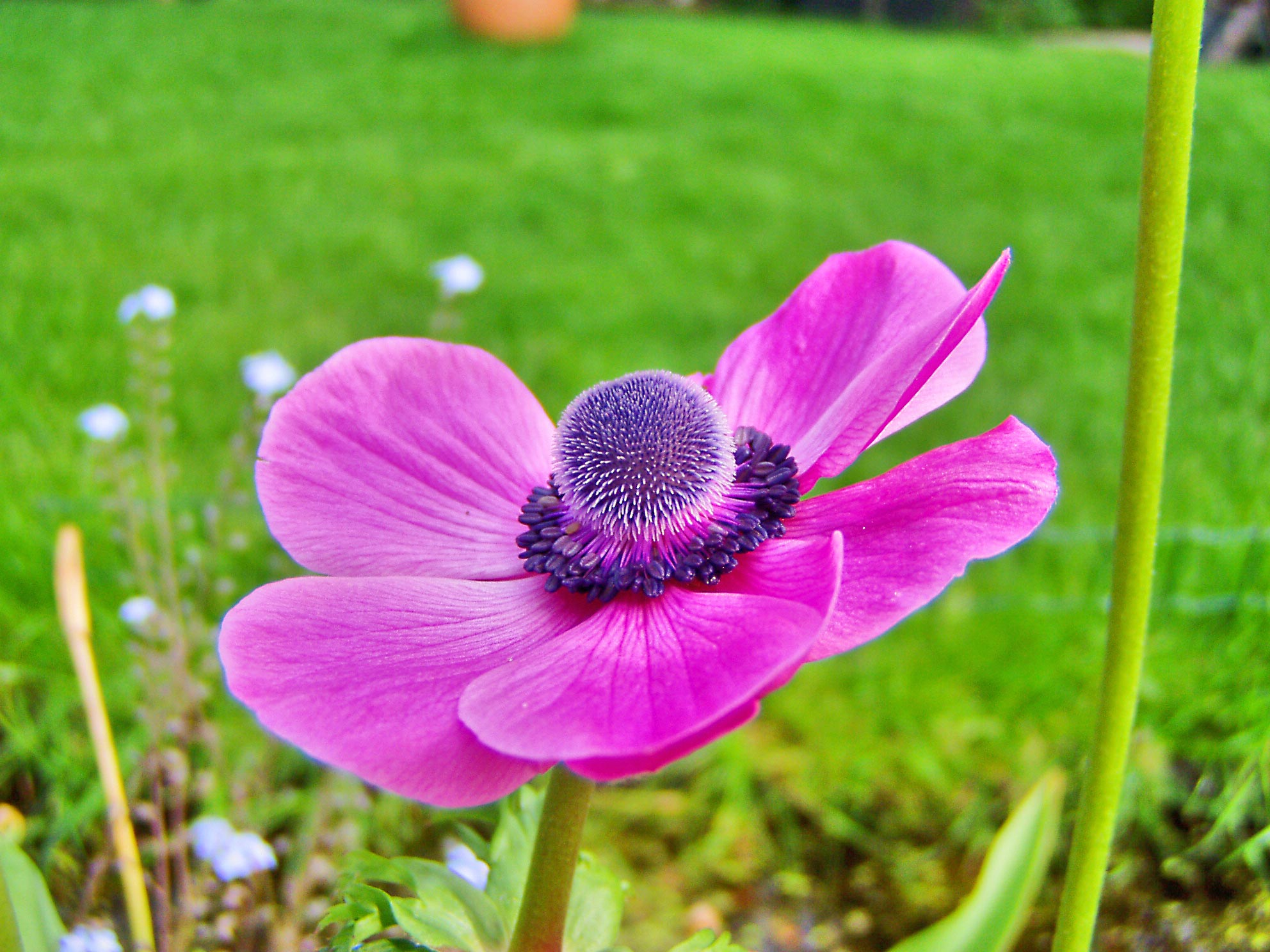
La sphère centrale est recouverte de centaines de petites graines.

L'anémone couronnée est un géophyte vivace à tubercule brun, à port érigé, pouvant atteindre 20 à 40 centimètres de hauteur.
Les feuilles, caduques, basales, pétiolées, sont très découpées. Les feuilles caulinaires, en verticille sous la fleur, sont sessiles.
Les fleurs hermaphrodites apparaissent de janvier à avril puis une nouvelle floraison peut survenir en début d'automne si le climat s'y prête. L'inflorescence est constituée d'une fleur solitaire terminale. Le périanthe large de 35 à 75 mm est formé de 5 à 8 sépales pétaloïdes, plus ou moins larges et arrondis, de couleur variable (bleu, violet, blanc, rose ou rouge), marqués parfois à leur base d’une tache de couleur différente. La fleur se referme la nuit et une fois coupée, elle peut durer entre 6 et 8 jours en bouquet.
Au centre de la fleur, on trouve une sphère constituée par les nombreux carpelles violet foncé, gros comme une tête d'épingle, densément insérés sur un réceptacle proéminent. Cette sphère est entourée d'un anneau de nombreuses étamines émergeant en courbe à partir de sa base. Les étamines sont de couleur violet-bleu avec des anthères gonflées bleues.
La pollinisation est entomogame.
Après la pollinisation, les segments du périanthe et les étamines tombent. A maturité, les centaines d'akènes portant un petit style persistant plumeux constituent un fin duvet blanc qui se détache du réceptacle globuleux. La dissémination des akènes est épizoochore et anémochore et ils peuvent germer dès l'automne suivant. L’anémone ou « fleur du vent » doit son nom à ses graines plumeuses (en réalité des akènes) que le vent emporte à de grandes distances.
La plante est rustique (zone USDA 4). La multiplication se fait par semis ou séparation des tubercules à la fin de l'été.

## Distribution et habitat
L'espèce est présente dans tout le bassin méditerranéen. En France, l'anémone couronnée pousse en Provence et dans le Languedoc, en Charente maritime, en Corse. On la rencontre également en Asie occidentale.
Elle croît dans les pâturages et les oliveraies.

## Protection

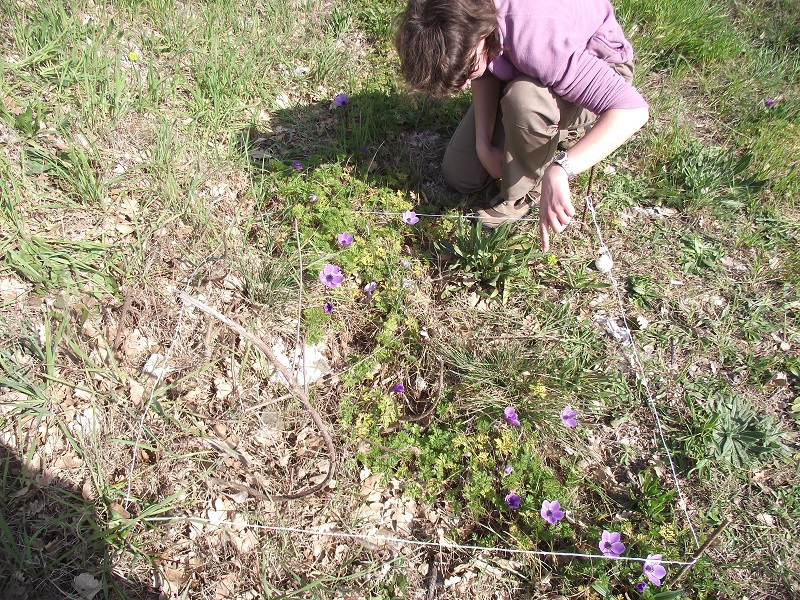
Comptage volontaire et indépendant d'une station menacée sur la commune de Trans-en-Provence d’A. coronaria le 13 mars 2014.

En France, l'anémone couronnée est protégée sur l'ensemble du territoire par l'arrêté du 20 janvier 1982, modifié par l'arrêté du 31 août 1995.
L'espèce est inscrite en France sur la liste rouge des espèces menacées,.

## Cultivars
- Anémone de Caen (Anemone coronaria Groupe De Caen), à fleur simple : « Hollandia » – rouge, « M.. Fokker » – bleue, « Sylphide » - pourpre, « Bride » – blanche.
- Anémone St. Brigid (Anemone coronaria Groupe St. Brigid), à fleur double : « Governor » – rouge, « Admiral » – pourpre, « Lord Lieutenant » – bleue, « Mount Everest » – blanche.

## Utilisation
La plante est cultivée pour ses qualités ornementales, en bordure de massif, en rocaille ou pour la confection des bouquets.

## Langage des fleurs
Dans le langage des fleurs, l'anémone symbolise l'abandon.

## Poésie
L'anémone et l'ancolie

Ont poussé dans le jardin

Où dort la mélancolie

Entre l'amour et le dédain

G. Apollinaire, Alcools, Clotilde, 1913, p. 73.

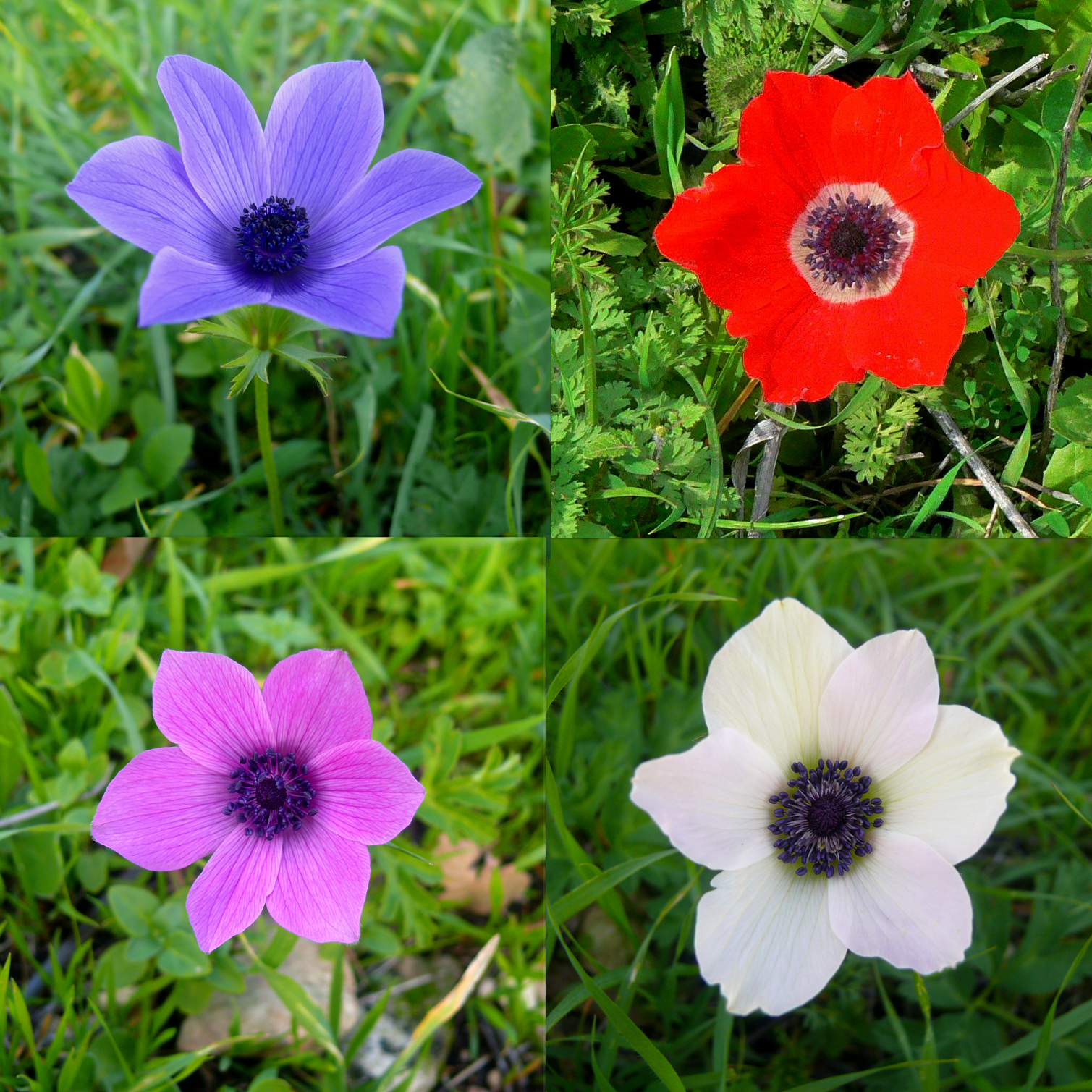
Diverses couleurs d'anémone couronnée, Israël.
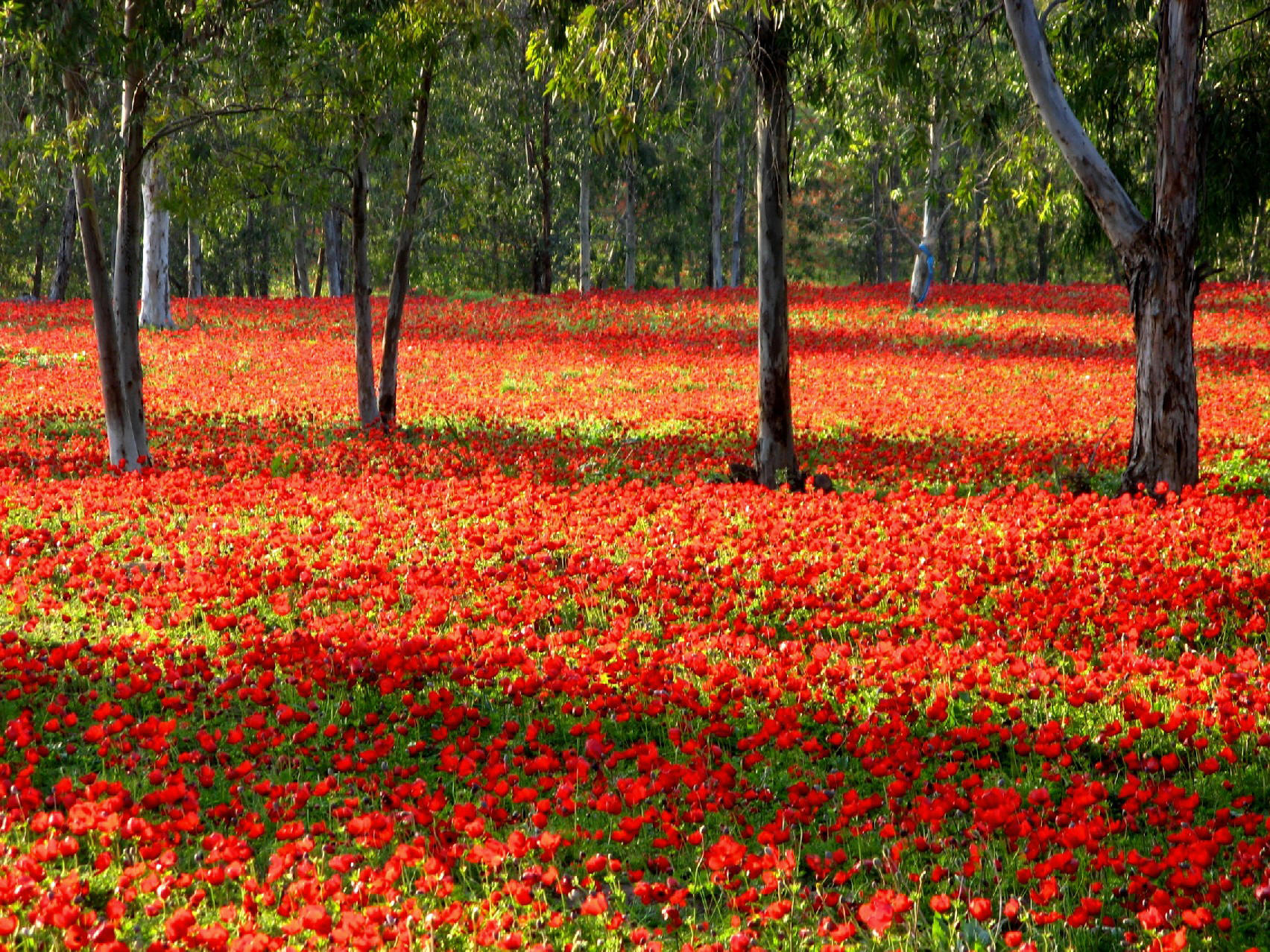
Anémones rouges, Israël.
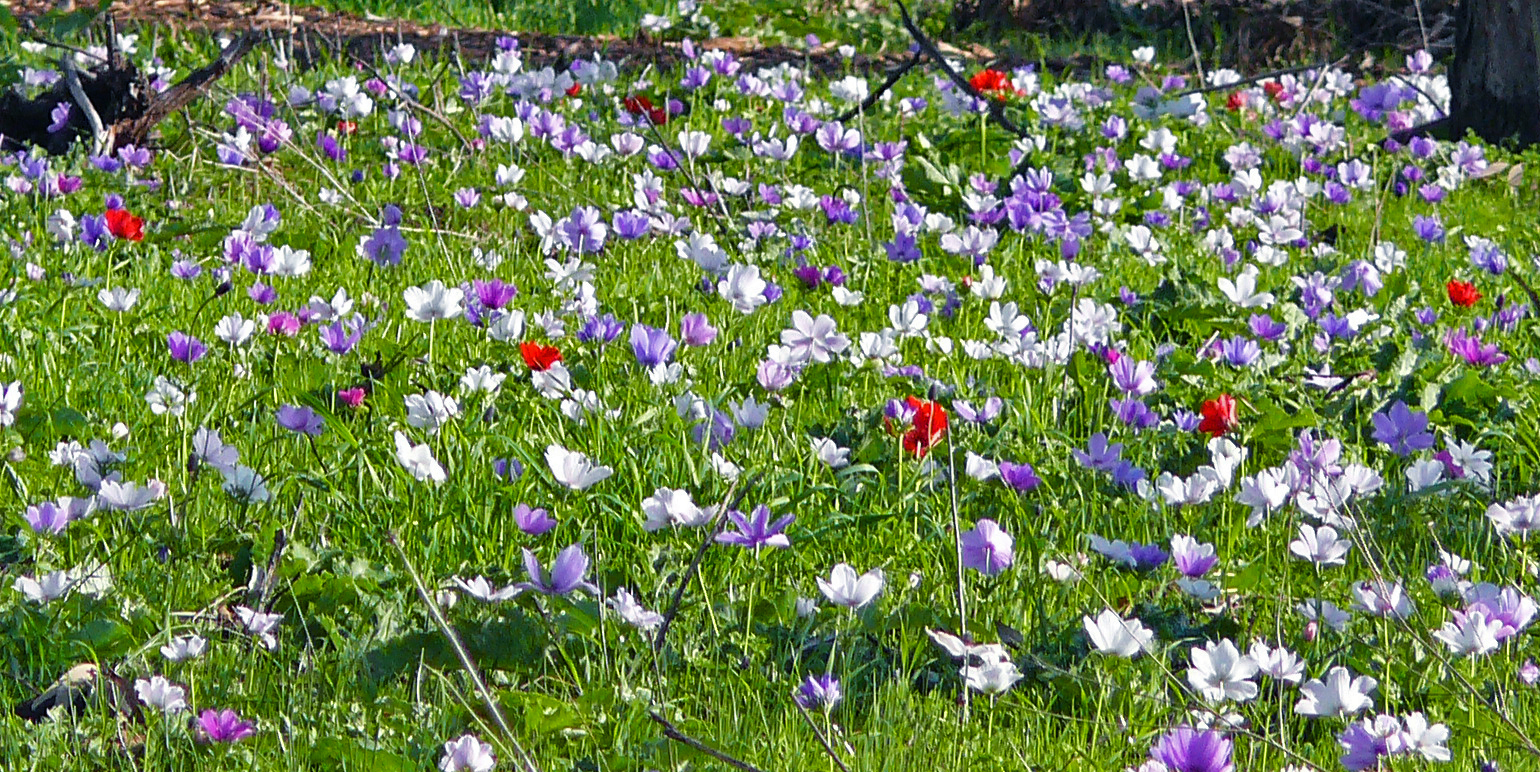
Anemone coronaria de couleurs variées, Israël.
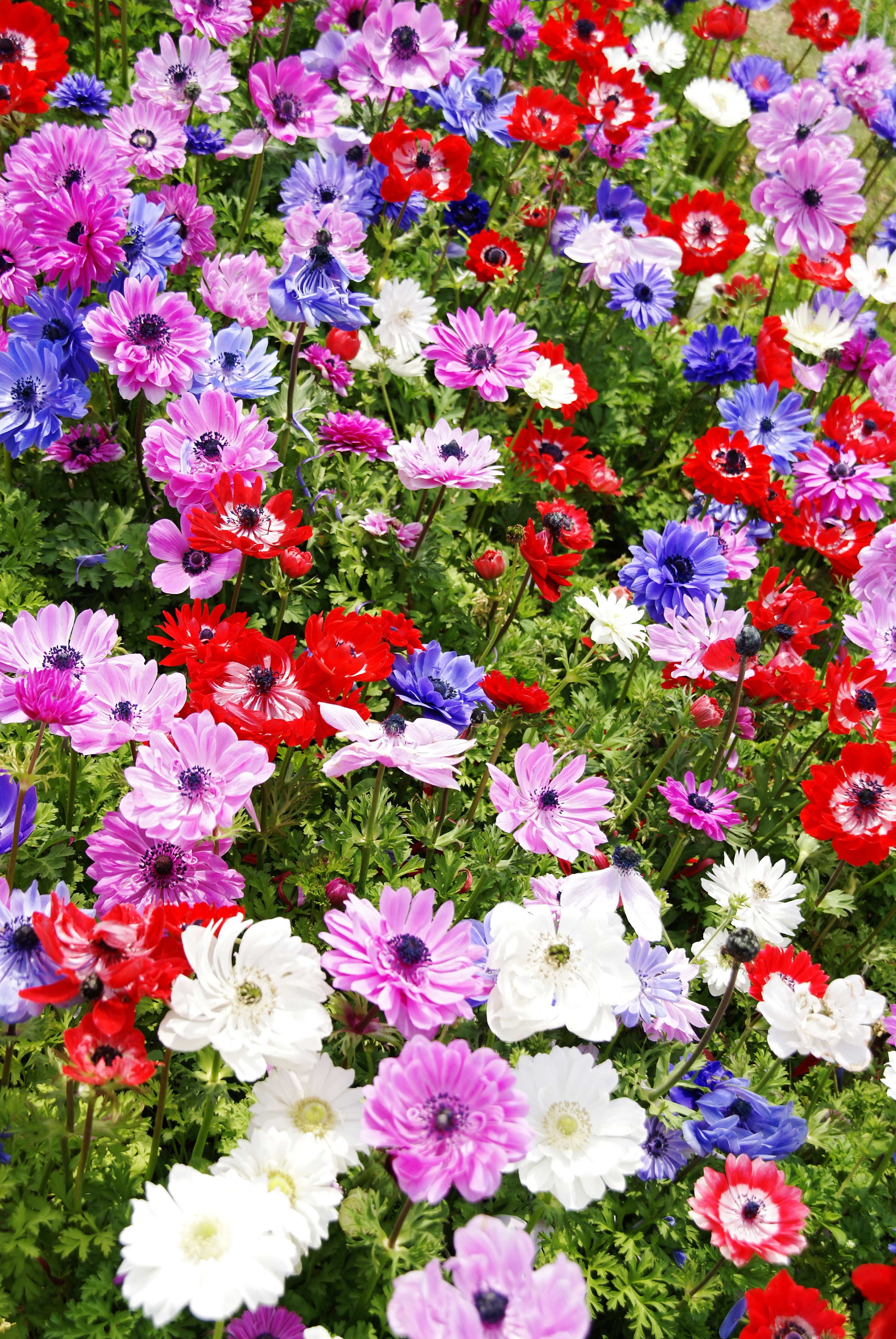
Anemone coronaria cultivées, Japon.
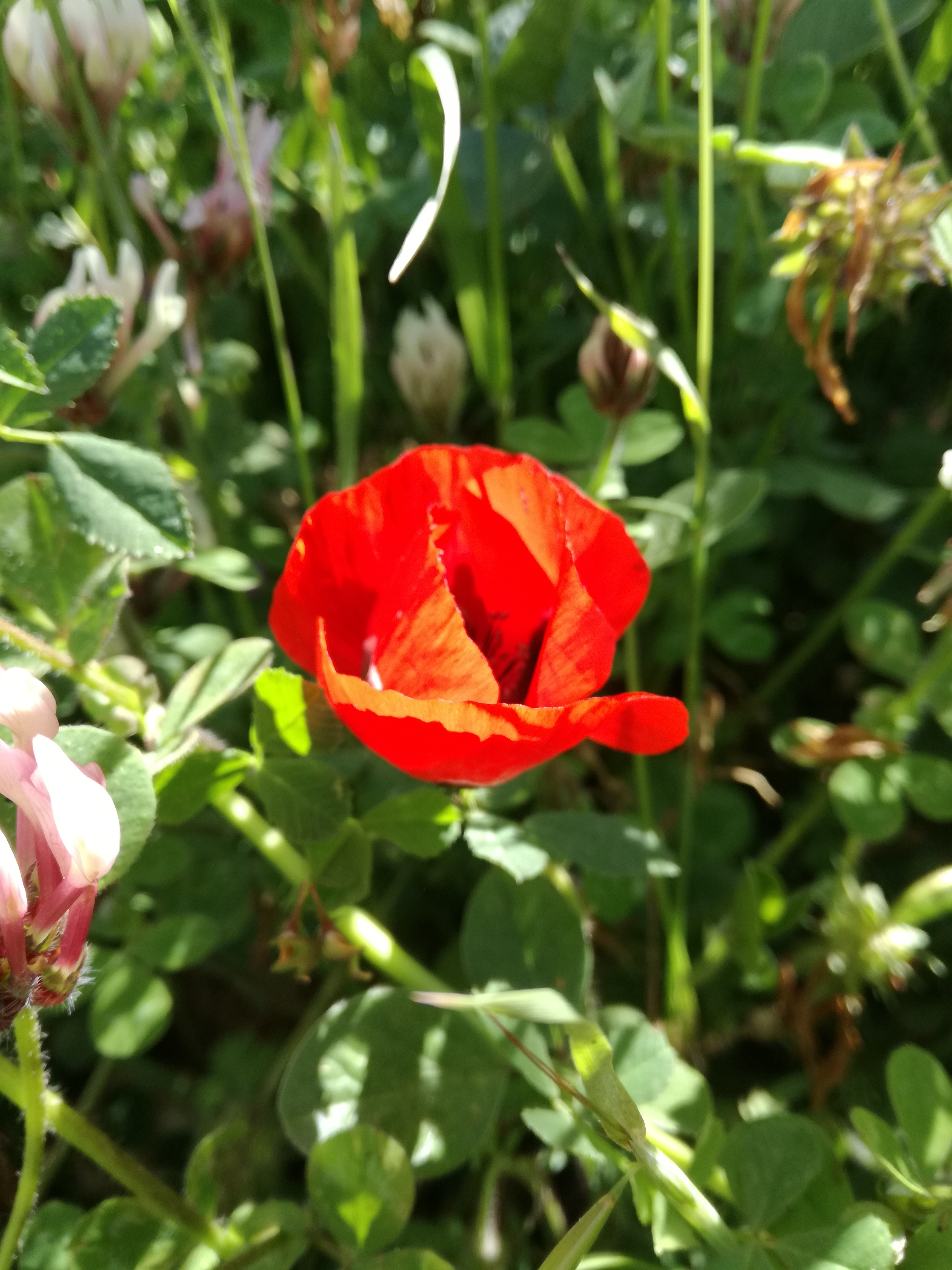
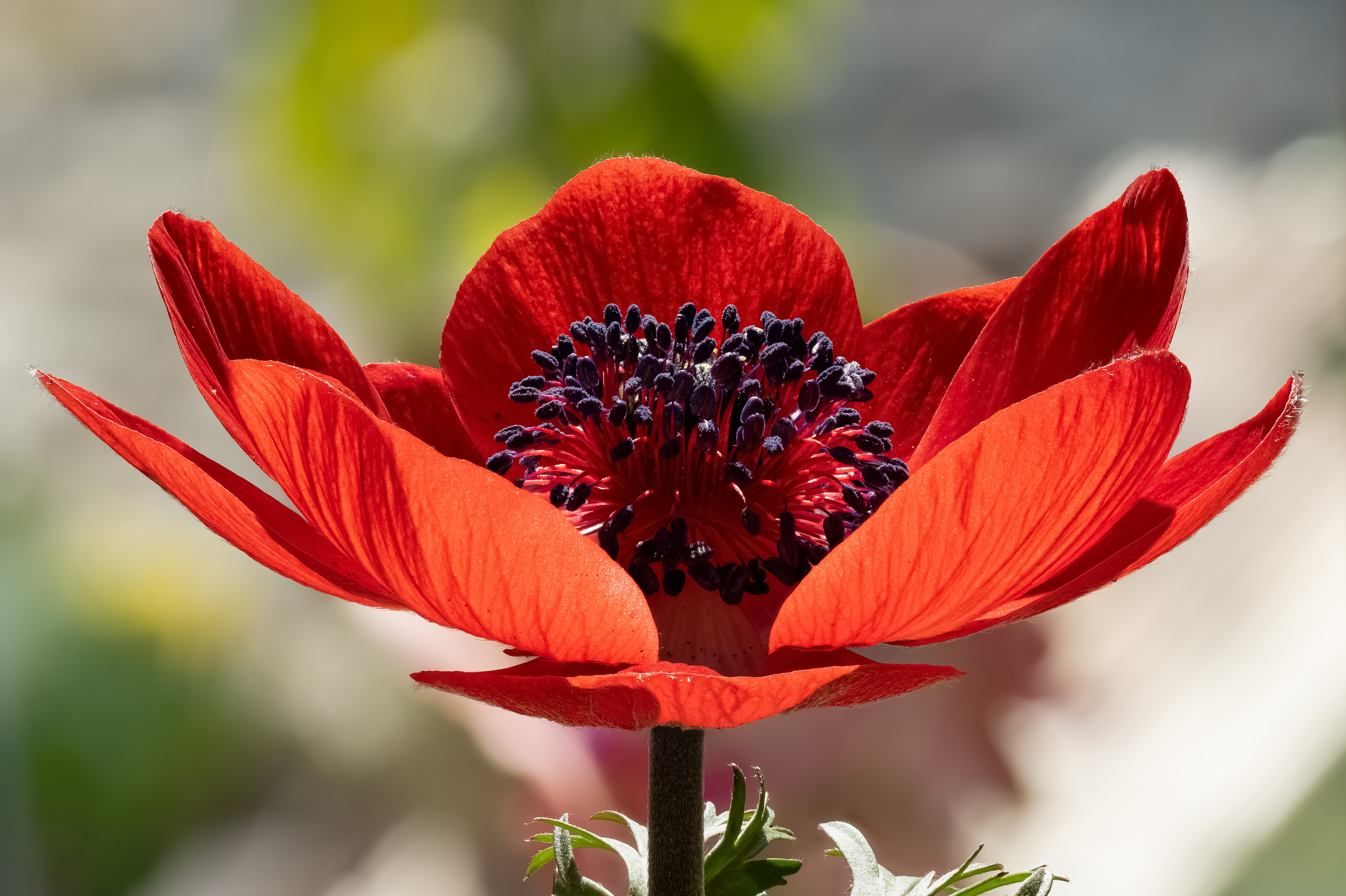